# Madonna col Bambino (Rogier van der Weyden Houston)
La Madonna col Bambino è un dipinto del pittore fiammingo Rogier van der Weyden realizzato circa nel 1454 e conservato nel Houston Museum of Fine Arts di Houston negli Stati Uniti d'America.

## Storia
Non è sempre stato pensato che fosse un'opera autografa originale di van der Weyden. Il noto storico dell'arte e specialista Erwin Panofsky pensava che fosse semplicemente una "eccellente replica" di un disegno di van der Weyden, una visione che sembrava confermata dalle prove tecniche disponibili all'epoca. Tuttavia studi più recenti lo confermano come un autografo.
Il dipinto è probabilmente l'ultimo delle Madonne a mezzo busto di van der Weyden, sebbene piuttosto più piccolo delle altre. Le Madonne a mezza lunghezza erano passate di moda nei Paesi Bassi nella prima metà del XV secolo e fu van der Weyden a reintrodurle.  Per altri aspetti è piuttosto anomalo del periodo.

## Descrizione

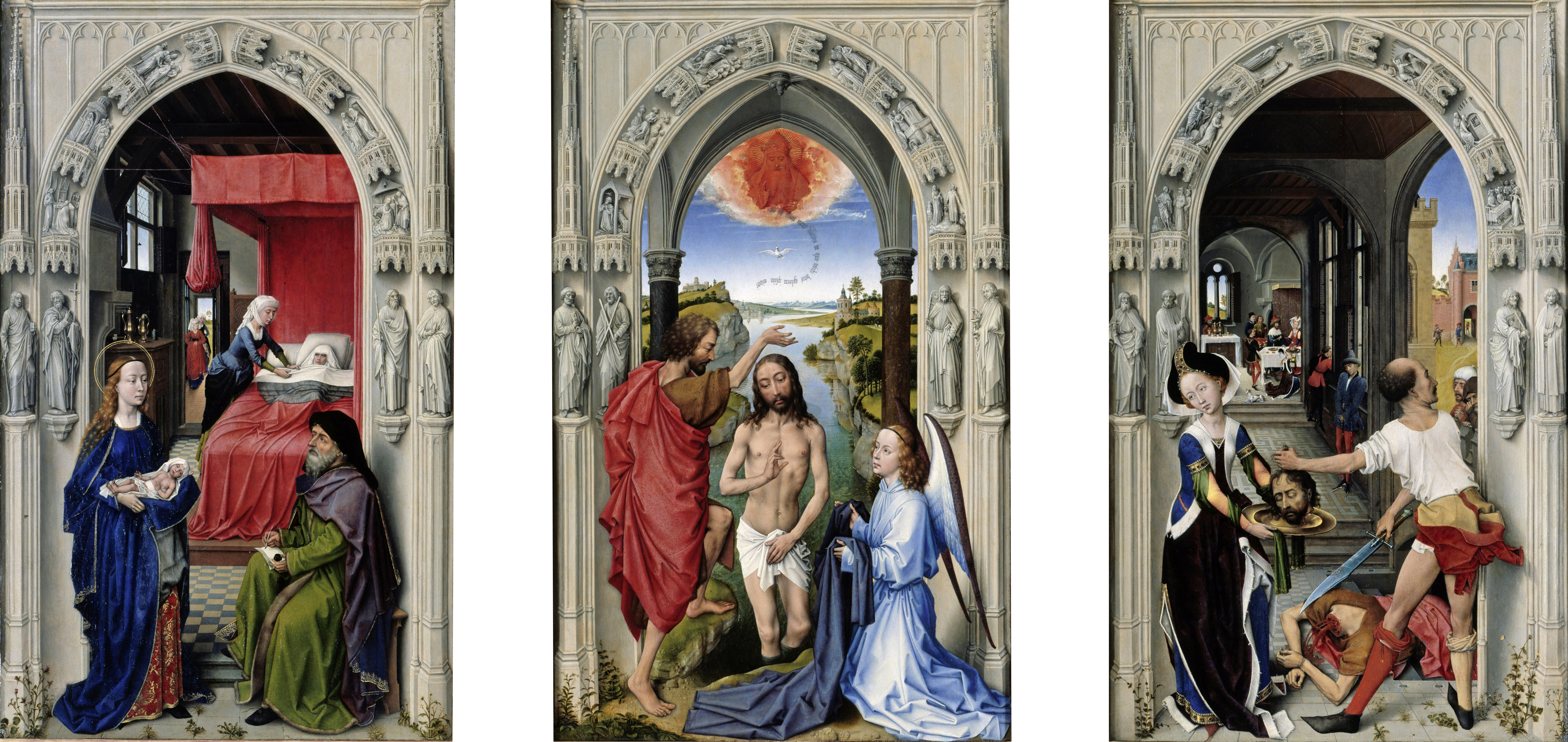
Il Trittico di san Giovanni Battista del 1455 circa nel Gemäldegalerie di Berlino.

La tenerezza dell'abbraccio, il bambino piccolo ancorato alla spalla (un esempio di chiasmo) e lo sguardo pensieroso del bambino lo distinguono da tutti i suoi predecessori. Sembra certo che la Madonna di van der Weyden sia basata sulla Madonna di Cambrai italo-bizantina la quale era stata riportata da Roma da un canonico Fursy de Bruille nel 1440 e installata con grande cerimonia nel 1451 nella Cattedrale di Nostra Signora della Grazia  a Cambrai,  circa 30 miglia a sud di Tournai dove era cresciuto van der Weyden.  Questa icona appartiene al tipo eleusa (ossia icona della tenerezza) che è caratterizzata dal motivo del Bambino rannicchiato contro la guancia di sua madre. Fu sviluppato un culto intorno all'icona di Cambrai, che si riteneva fosse stato dipinto dallo stesso San Luca - copie furono commissionate da Hayne di Bruxelles e Petrus Christus. Ma mentre Hayne almeno lo aveva semplicemente copiato, van der Weyden propone una versione originale e creativa. Panofsky credeva di poter uscire con il dipinto di van der Weyden dopo il 1455 perché quella era la data in cui il Trittico di san Giovanni Battista fu commissionato dall'Abbazia di St. Aubert, Cambrai, da lui consegnato di persona nel 1459.  Comunque van der Weyden l'avrebbe sicuramente saputo, in effetti era stato incaricato come artista civico per Bruxelles di dipingere il San Luca ritrae la Madonna. Dekeyzer dà la sua data intorno al 1460, e osserva che può essere datato agli ultimi anni della carriera di van der Weyden sulla base dello stile, la fronte ampia e gli occhi stretti e pesanti della Vergine che mostrano una marcata somiglianza con quella del Dittico di Philippe I de Croÿ con la Madonna col Bambino che può essere datato al 1460 per motivi storici.

## Galleria d'immagini

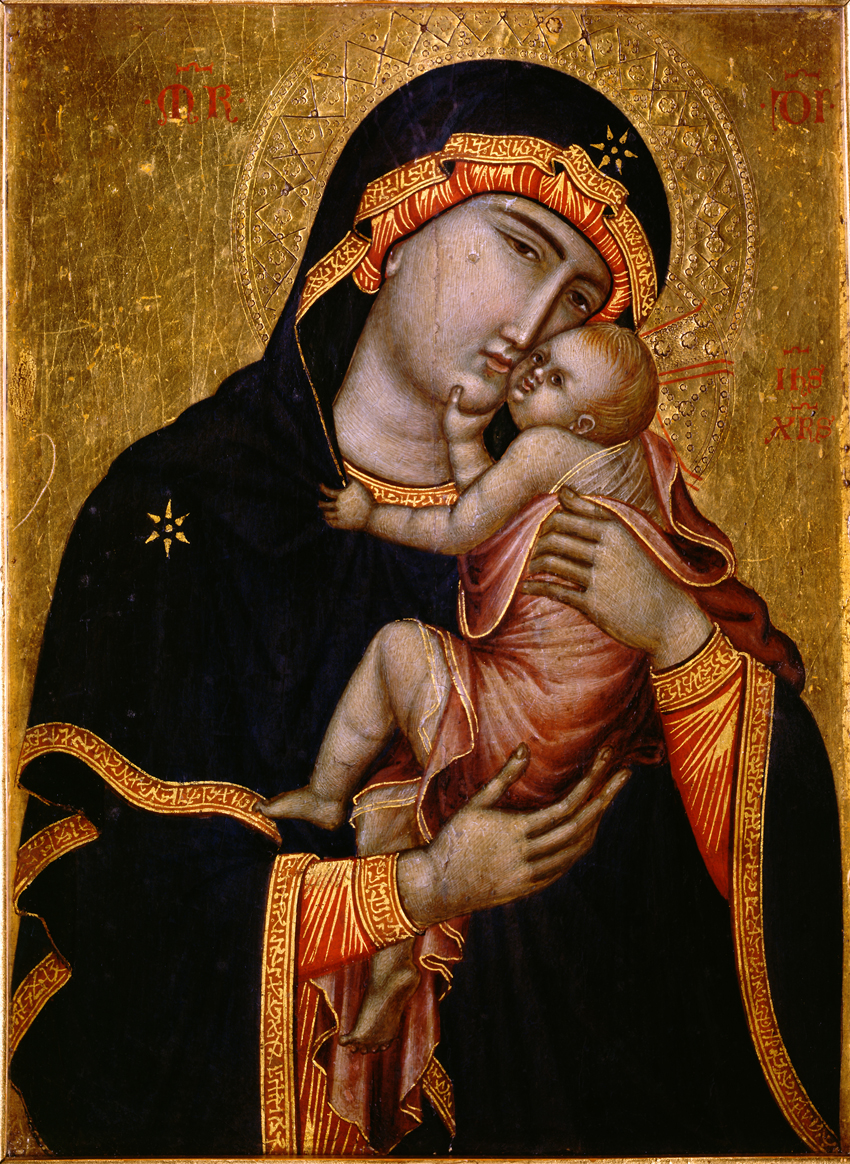
Anonimo, Madonna di Cambrai,  circa nel 1340, tempera su tavola. 35,7 cm x 25,7 cm. Cattedrale di Cambrai, Francia
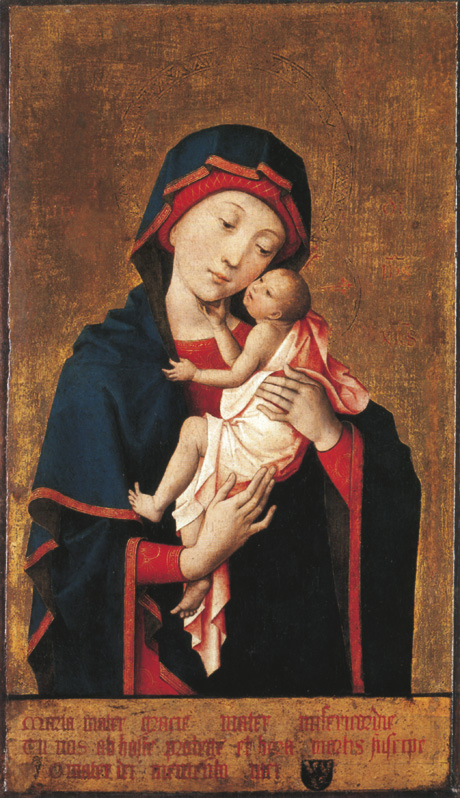
Hayne di Bruxelles, Madonna col Bambino,  circa 1454-1455, Museo Nelson-Atkins
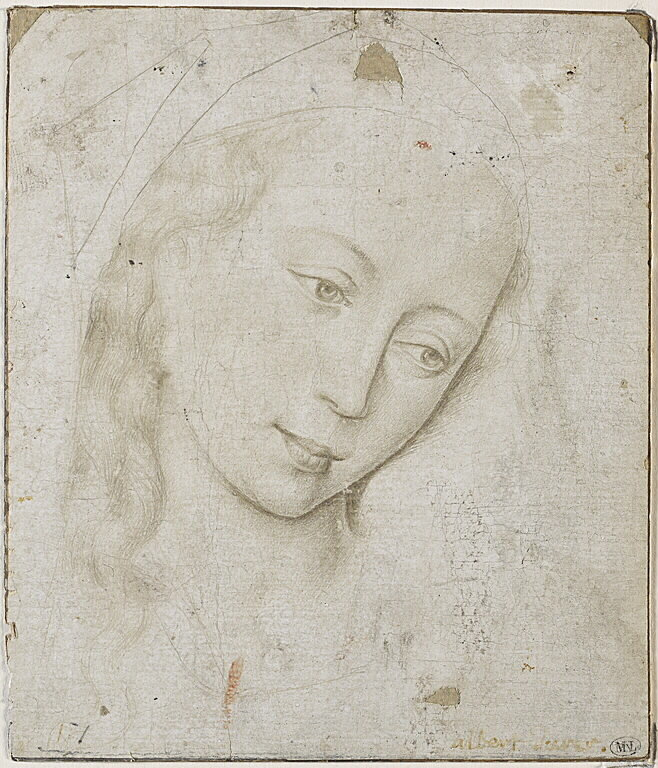
Rogier van der Weyden, Testa della Madonna, su carta bianca preparata, 1455-1464 circa, Museo del Louvre, Friedrich Winkler e altri pensano che questo fosse dello stesso van der Weyden, un'attribuzione ampiamente accettata oggi[4]. In fondo c'è un'iscrizione che la attribuisce erroneamente ad Albrecht Dürer.
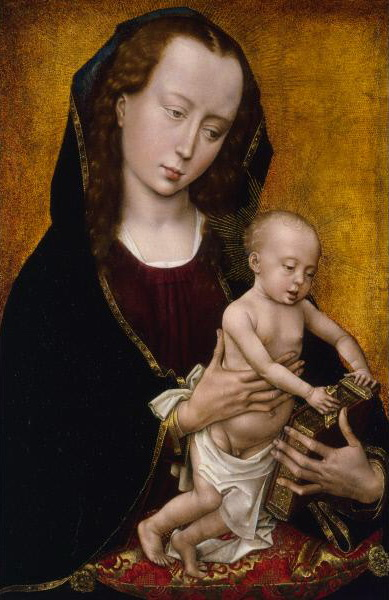
Madonna col Bambino (ala sinistra del Dittico di Philippe I de Croÿ con la Madonna e il Bambino), olio su pannello, circa 1460,  biblioteca Huntington Library
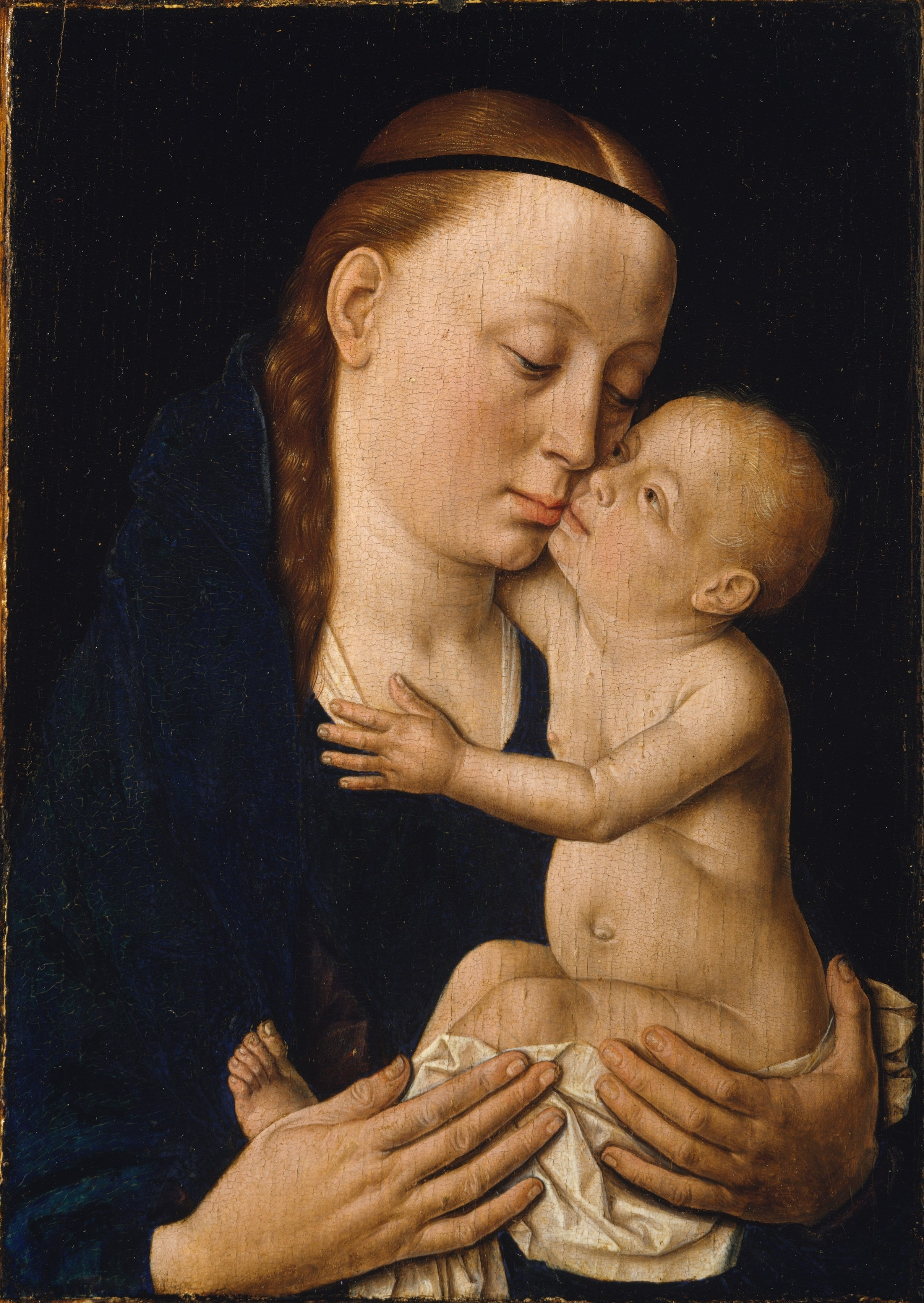
Dieric Bouts, Madonna col Bambino, olio su tavola, circa 1455-1460, Metropolitan Museum of Art
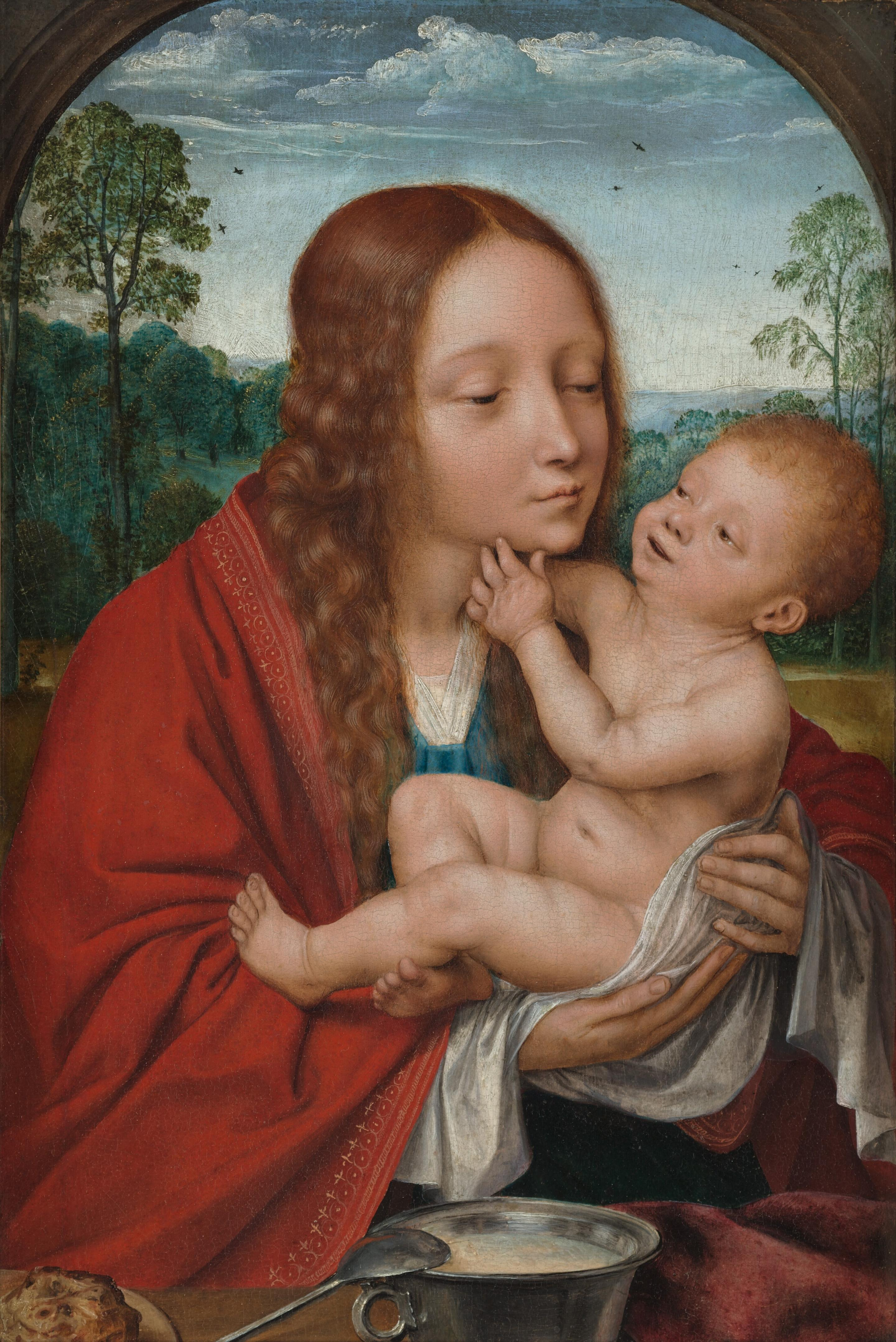
Quentin Matsys, Madonna col Bambino in un paesaggio , olio su pannello, circa 1520, Museum Boijmans Van Beuningen